# Обикновена златка
 Тази статия е за насекомото.  За бозайника вижте Златка.  
Обикновената златка (Cetonia aurata) е вид едър бръмбар от семейство Листороги бръмбари (Scarabaeidae). Среща се в Централна и Южна Европа, както и в България. В България на много места погрешно се нарича майски бръмбар.

## Обща характеристика
Обикновената златка достига на дължина до 2 cm. Има златистозелен цвят на гръбчето, елитрите са зелени с оттенък на тъмновиолетово, медночервено, златисто, синьо и дори черно, с тънки, криви напречни щрихи в бял цвят. В долната си част тялото е синкаво или медноблестящо. Активните сезони на златката са пролетта и лятото. През есента бръмбарът се заравя в почвата или под окапалите листа, където зимува. Храни се с цветове, нектари, растителни сокове и различни плодове.

## Размножаване
След копулацията женската снася яйцата си в гниеща смес от органична материя и растителни отпадъци и умира след 10-на дни. Между 10-ия и 12-ия ден се излюпват ларвите, бели на цвят, със „С“-образно завито тяло и с удебелена задна част на коремчето. Личинките се развиват бързо и преди края на есента линеят два пъти. Като цяло развитието им продължава почти година. Презимуват в компоста в който са се хранили. На следващата година през юли ларвите какавидират в землест пашкул, изграден от слепени почвени частици и екскременти. Новото поколение имагинира през месец юли. Към размножаване пристъпват през втората година от имагинирането.

## Жизнен цикъл
Обикновената златка има двугодишен жизнен цикъл. С настъпването на пролетта се активира старото, презимувало поколение, което след размножителния период умира. Следващото поколение се появява през месец юни, храни се до края на лятото, но не се размножава.

## Стопанско значение
Обикновената златка е вредител по овощните дървета, тъй като при храненето си огризва цветовете им. Същевременно сапрофитните ларви на златката са еквивалент на земния червей, превръщайки гниещата смес от органична материя и растителни отпадъци с която се хранят в отличен компост. В България този бръмбар няма голямо стопанско значение.

## Различия от ларвата на майския бръмбар
Възрастните насекоми не си приличат и няма как да бъдат объркани, но ларвите им може. На снимката двете ларви горе са на майски бръмбар а двете долу на обикновена златка. Разликата е видима и тя е в челюстите и крачетата, които при майския бръмбар са в пъти по-големи от тези на обикновената златка. Това е така поради начините по които бръмбарите се хранят и придвижват. Майския бръмбар се храни с жива органика, докато обикновената златка с мъртва такава. Майския бръмбар се придвижва и с помощта на крачетата си, докато обикновената златка се придвижва само по гръб. Защо е нужно да ги различаваме? Ами защото ларвата на майския бръмбар е реално вредител в градината ни, който се храни с корените на младите културни растения, които отглеждаме. Докато ларвата на обикновената златка подпомага разграждането на вече мъртвата органика, хранейки се с нея и превръщайки я в органичен тор (компост), който е изключително полезен за нашите растения.